# Marcel Groninger
Marcel Groninger (Groningen, 19 augustus 1970) is een Nederlands voetbaltrainer.

## Clubcarrière
Groninger kwam als jeugdspeler uit voor GRC Groningen. Daar werd hij opgepikt door FC Groningen, waar hij in de jeugd speelde.
In het seizoen 1990-1991 was Groninger op amateurbasis selectiespeler van de ploeg. Groninger kwam uitsluitend uit in het tweede elftal, dat dat jaar wel kampioen werd van de reserveklasse. Hierna keerde hij terug naar de amateurs, waar hij speelde voor SC Gronitas, VV Appingedam en Achilles 1894.

## Trainerscarrière
Groninger begon voor het eerst als coach van de club VV Helpman, waarna hij in 2008 naar Be Quick ging. Hier trainde hij zes seizoenen lang. In zijn laatste seizoen wist hij met de club kampioen te worden van de Hoofdklasse C. Op 10 mei 2013 ontving hij een Rinus Michels Award als beste trainer in het amateurvoetbal.
In juli 2013 werd hij hoofdtrainer van HHC Hardenberg en assistent-trainer bij FC Groningen. Met HHC Hardenberg zorgde Groninger in het seizoen 2015/2016 voor een stunt door in de achtste finales van de KNVB Beker N.E.C. met 2-0 te verslaan. Dankzij de overwinning op N.E.C. bereikte HHC Hardenberg voor de eerste keer in de clubgeschiedenis de kwartfinales van de KNVB Beker.
In de kwartfinales werd HHC Hardenberg met 1-0 uitgeschakeld door AZ. Aan het eind van het seizoen 2015/16 verliet Groninger HHC om zich voltijds te richten op FC Groningen, als eerste assistent van de nieuwe hoofdtrainer Ernest Faber.
In januari 2018 werd bekendgemaakt dat er aan het eind van seizoen 2017/18 afscheid wordt genomen van Groninger als assistent-trainer van FC Groningen.
Op 27 februari 2019 werd hij aangesteld als assistent-trainer van Jong Oranje, als opvolger van de naar Bayer Leverkusen vertrokken Hendrie Krüzen. In augustus 2020 werd hij interim-trainer van Jong Oranje omdat Erwin van de Looi tijdelijk werd toegevoegd aan de selectie van het Nederlands voetbalelftal. Na afloop van het EK onder 21 van 2023 vertrok Groninger bij Jong Oranje. Met ingang van het seizoen 2023/'24 is Groninger assistent van Dick Lukkien bij FC Groningen.